# La venganza de Don Mendo
Para la película del mismo nombre, véase La venganza de Don Mendo (película).

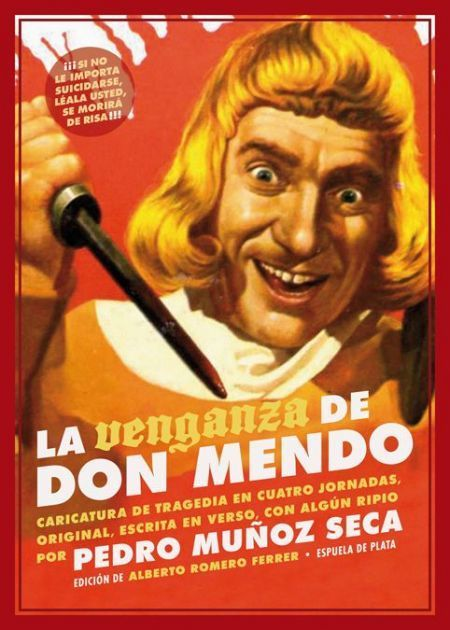
Cartel de la película La venganza de Don Mendo.

La venganza de Don Mendo, obra teatral de Pedro Muñoz Seca, fue estrenada en el Teatro de la Comedia de Madrid en 1918. Su éxito fue tan grande que hoy en día es la cuarta obra más representada de todos los tiempos en España junto con Don Juan Tenorio, Fuenteovejuna y La vida es sueño. Es, además, un recorrido por casi todos los metros y formas estróficas de la poesía castellana.
La obra pertenece al género, creado por el autor, del astracán. El astracán es un género cómico menor que solo pretende hacer reír a toda costa: la acción, las situaciones, los personajes incluso el decorado buscan única y exclusivamente el chiste, que suele ser de retruécano y de deformación cómica del lenguaje.
La venganza de Don Mendo es una obra dividida en cuatro actos, en la que abundan los juegos de palabras y golpes de humor; una reducción al absurdo de los elementos propios del drama histórico con fines paródicos. Se unen elementos del ayer y del presente en obvios anacronismos, haciendo además que personajes medievales se muevan en un mundo dominado por la moral utilitaria del tiempo de Muñoz Seca.

## Argumento
Magdalena, hija de Don Nuño Manso de Jarama, mantiene relaciones a escondidas con el noble Don Mendo. El padre de la joven decide casarla con un rico privado del Rey, Don Pero de Toro. Ella, que quiere ascender socialmente, acepta, sin avisar a su amante. Don Pero y todo el castillo de Don Nuño descubren a los amantes. Don Mendo se autoinculpa diciendo que entró al castillo para robar, buscando de esta forma proteger a Magdalena. Acaba encarcelado y condenado a muerte, por orden de Don Nuño, y emparedado, por orden de Magdalena. Magdalena y Don Pero se casan.
Don Mendo descubre, con este acto, la traición y miserabilidad de Magdalena, que resulta no amar a nadie más que a sí misma. Un amigo de él, el Marqués de Moncada, lo rescata de la torre, dándole así la oportunidad de llevar a cabo su venganza.
Comienza una nueva vida en la que irónicamente se hace llamar Renato ("renacido"), un apuesto trovador al que todas adulan. Comienzan a trabajar con él unas moras, de esta forma le añaden baile a sus cantos. Una de ellas es Azofaifa, quien está perdidamente enamorada del juglar. Magdalena, sin saber que es don Mendo, también se fija en él y lo seduce. Por si fuera poco, Magdalena también mantiene relaciones a escondidas con el Rey, Don Alfonso. Don Pero y su padre, don Nuño, la espían mientras se cita con Renato y con don Alfonso en la cueva. La reina Berenguela, esposa de don Alfonso, también se cita con el apuesto trovador en la cueva.
Su padre y su esposo, ante esto, planean matar a Magdalena por infiel y arpía, y se dirigen, para ello, a la cueva donde se ha citado con el juglar Renato (Don Mendo). Todos van a la cueva: Don Mendo, Magdalena, Don Nuño, Don Pero, Moncada, el Rey, la Reina, Azofaifa, y demás acompañantes, así como Doña Ramírez y el Marqués de Moncada.
En esa cueva mueren todos personajes principales, menos el Rey, la Reina y el Marqués de Moncada.

### Personajes principales
- Don Mendo, personaje principal (actor principal)
- Magdalena, actriz secundaria
- Don Nuño
- Don Pero
- Azofaifa
- Marqués de Moncada
- Doña Ramírez, acompañante de Magdalena
- Rey don Alfonso VII
- Reina doña Berenguela

## Representaciones destacadas

### Teatro
- 1918: Estreno el 20 de diciembre en el Teatro de la Comedia (Madrid) con música del maestro Moreno Torroba. 
  - Intérpretes: Sr. Juan Bonafé (Don Mendo), Sra. Jiménez (Magdalena), Sr. Zorrilla (Don Pero), Juan Espantaleón (Don Nuño), Sr. González (Moncada), Irene Alba, Aurora Redondo, Mariano Asquerino.

- 1925: Teatro del Centro (Madrid). 
  - Intérpretes: Valeriano León (Don Mendo), Aurora Redondo, Manuel Luna, Fernando La Riva, José Alfayate, Consuelo Esplugas, Isabel Redondo.

- 1941: Teatro Español, Madrid.
  - Director: Edgar Neville.
  - Intérpretes: Julia Lajos, Julia Delgado Caro, Luisa Sicilia, José Franco, José Bruguera.

- 1957: Villaviciosa de Odón.
  - Director: Gustavo Pérez Puig.
  - Intérpretes: José Luis Ozores (Don Mendo), Maruchi Fresno, Mercedes Barranco, Laly Soldevila, José Calvo, Antonio Ozores, Manuel Alexandre, María Luisa Ponte.

- 1977: Centro Cultural de la Villa de Madrid.
  - Director: Gustavo Pérez Puig.
  - Intérpretes: Manolo Gómez Bur (Don Mendo), Amparo Baró, Julia Caba Alba, Jaime Blanch, Joaquín Pamplona, José M.ª Escuer, Encarna Abad (Existe una grabación de esta representación realizada por TVE).

- 1986: Teatro La Latina (Madrid). Versión musical: Enrique Llovet, Alfonso Ussía y Gregorio García Segura.
  - Director: Gustavo Pérez Puig.
  - Intérpretes: José Sazatornil (Don Mendo), Vicky Lussón, Luis Varela, María Silva, Francisco Piquer, Rafaela Aparicio, Luis Prendes, Encarna Abad, Nicolás Romero Cáceres.

- 1997: Teatro Español (Madrid).
  - Director: G. Pérez Puig.
  - Intérpretes: Raúl Sender (Don Mendo), Maruchi León, Juan Carlos Naya, Ana María Vidal, Manuel Gallardo.

- 1999.
  - Dirección: Tricicle.
  - Intérpretes: Xavi Mira, Enric Pous, Frank Capdet, Bea Guevara.

- 2003: Teatro La Latina (Madrid).
  - Director: Jaime Azpilicueta.
  - Intérpretes: Raúl Sénder (Don Mendo).

- 2010: Teatros del Canal (Madrid). 
  - Dirección: Tricicle.
  - Intérpretes: Javier Veiga (Don Mendo).

- 2011: Teatro Alcázar (Madrid). 
  - Dirección: Tricicle.
  - Intérpretes: Javier Veiga (Don Mendo).

- 2012: Teatro Español (Madrid).[1]
  - Intérpretes: Iñaki Miramón, Juan Carlos Naya, Beatriz Carvajal, Bárbara Rey, Carmen Morales, Ana María Vidal, Nuria Gallardo, Manuel Gallardo, Manuel de Blas.

### Cine
Véase el artículo La venganza de Don Mendo (película).

### Televisión
- Primera fila (TVE): 21 de junio de 1964.
  - Intérpretes: Ismael Merlo (Don Mendo), Manuel Alexandre, Valeriano Andrés, María Banquer, Fernando Delgado, Jesús Enguita, Sancho Gracia, Vicente Haro, Vicky Lagos, Félix  Navarro, Blanca Sendino, Laly Soldevila, Concha Velasco.

- Estudio 1 (TVE):
  - 29 de septiembre de 1972.
    - Director: Gustavo Pérez Puig.
    - Intérpretes: Tony Leblanc (Don Mendo), Gemma Cuervo, Fernando Guillén, Manuel Alexandre, Mari Carmen Prendes, Antonio Ozores, Luisa Sala, Ana María Vidal.

  - 3 de enero de 1979.
    - Director: G. Pérez Puig.
    - Intérpretes: Manolo Gómez Bur (Don Mendo), Amparo Baró, Alejandro Ulloa, María Silva, José María Escuer, Joaquín Pamplona, Julia Caba Alba, Jaime Blanch, Antonio Durán, Alejandro Ulloa.

  - 18 de enero de 1988, desde el Teatro Calderón de Madrid.
    - Director: G. Pérez Puig.

  - Intérpretes: José Sazatornil (Don Mendo), Vicky Lussón, Luis Varela, María Silva, Francisco Piquer, Rafaela Aparicio, Luis Prendes, Luis Barbero.